# Lombokstrædet
Lombokstrædet er et indonesisk stræde som forbinder Balihavet mod nord med det Indiske Ocean mod syd. Lombokstrædet løber mellem øerne Bali mod vest og Lombok mod øst.
I strædet ligger øen Nusa Penida ud for Bali, og de mindre Giliøerne ud for Lombok.
Det smalleste punkt med en bredde på omkring 20 km er ved den sydlige åbning mellem Lombok og Nusa Penida. Mod nord er strædet omkring 40 km bredt. Længden er omkring 60 km.
De nordlige og centrale områder har dybder op til 1400 m. Mod syd deler Nusa Penida strædet i to. Vest for øen (denne del hedder Badungstrædet) er dybden under 100 m, mens den øst for øen er omkring 250 m. Den store dybde betyder at skibe med for stor dybgang til at passere Malaccastrædet ofte bruger Lombokstrædet i stedet.
Lombokstrædet er en af hovedpassagerne for havstrømmen den Indonesiske gennemstrømning som udveksler vand mellem det Indiske Ocean og Stillehavet.
Strædet er også en del af den biogeografiske grænse mellem de Indomalayiske og Australaiske økozoner med markant forskellige faunaer. Grænsen kaldes også Wallace-linjen efter Alfred Russel Wallace som først beskrev den. Biologer mener at det er Lombokstrædets store dybde som har holdt dyregrupperne på hver side isolerede fra hinanden. Da havniveauerne sank under de pleistocæne istider, blev Bali, Java og Sumatra forbundne med hinanden og med det asiatiske fastland, så de kunne dele den asiatiske faune. Men Lombokstrædet isolerede Lombok og de øvrige Små Sundaøer mod øst fra det asiatiske fastland, og de blev i stedet koloniseret af den australaiske fauna.